# Antti Kalliomäki
Antti Tapani Kalliomäki (Siikainen, 8 de janeiro de 1947) é um ex-atleta finlandês, especialista no salto com vara. Participou de três edições consecutivas de Jogos Olímpicos, mas sua única medalha foi a prata conquistada em Montreal 1976.